# Comtat de Coconino
El Comtat de Coconino (en anglès Coconino County) és un comtat situat a la part nord-central de l'estat estatunidenc d'Arizona. Tenia una població de 134.421 segons el cens dels 2010, el qual representa un augment de 18.101 habitants respecte del cens del 2000. Forma part de l'àrea metropolitana de Flagstaff. La seu de comtat i municipi més poblat és Flagstaff. Amb els seus 48.332 quilòmetres quadrats, és el segon comtat més gran per l'àrea terrestre en els 48 estats contigus dels Estats Units (darrere del Comtat de San Bernardino, Califòrnia), que ho fa més gran que cada un dels nou estats més petits.
El Comtat de Coconino conté el Parc Nacional del Gran Canyó, la nació havasupai, i parts de la nació Navajo, hualapais i hopi. Pren el seu nom de Cosnino, un nom aplicat als havasupai.
El comtat va ser l'escenari de la tira còmica «Krazy Kat», creada a l'inici del segle xx per George Herriman.
El Comtat de Coconino té una proporció relativament gran de població indígena, a gairebé un 30% de la població total del comtat, sent principalment navajo amb un nombre menor de havasupai, hopi i altres.

## Història
Després de la construcció de l'Atlantic and Pacific Railroad el 1883, la comunitat de la regió septentrional del Comtat de Yavapai va començar a créixer. La comunitat es va cansar d'haver de viatjar fins a les llunyanies de Prescott per a fer negocis de comtat. També creien que eren una entitat prou significant per a tenir la seva pròpia jurisdicció de comtat. El 1887 van peticionar per a la secessió del Comtat de Yavapai i la creació del «Comtat de Frisco» (que esdevindria el Comtat de Coconino). Van seguir formant part del Comtat de Yavapai fins al 1891 quan el Comtat de Coconino fou creat i declarà la seva seu a Flagstaff.

## Geografia
Segons el cens del 2000, el comtat tenia una àrea total de 48.332,3 quilòmetres quadrats, dels quals 48.218,9 quilòmetres quadrats eren terra i 113,4 quilòmetres quadrats (0,23%) eren aigua. És el segon comtat més gran als Estats Units (excluint boroughs d'Alaska) després del Comtat de San Bernardino (Califòrnia) i és, a més, més gran físicament que molts països europeus. Té una àrea més gran que Connecticut, Delaware, Hawaii, Maryland, Massachusetts, Nou Hampshire, Nova Jersey, Rhode Island o Vermont. El punt natural més alt d'Arizona, Humphreys Peak (3.852 metres), es localitza en aquest comtat.

### Comtats adjacents
|  |  |  |
|  |  |  |
|  |  |  |

### Reserves índies

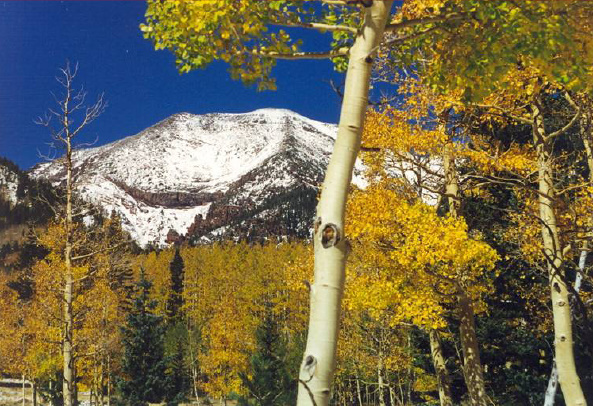
Humphreys Peak, el punt més alt d'Arizona

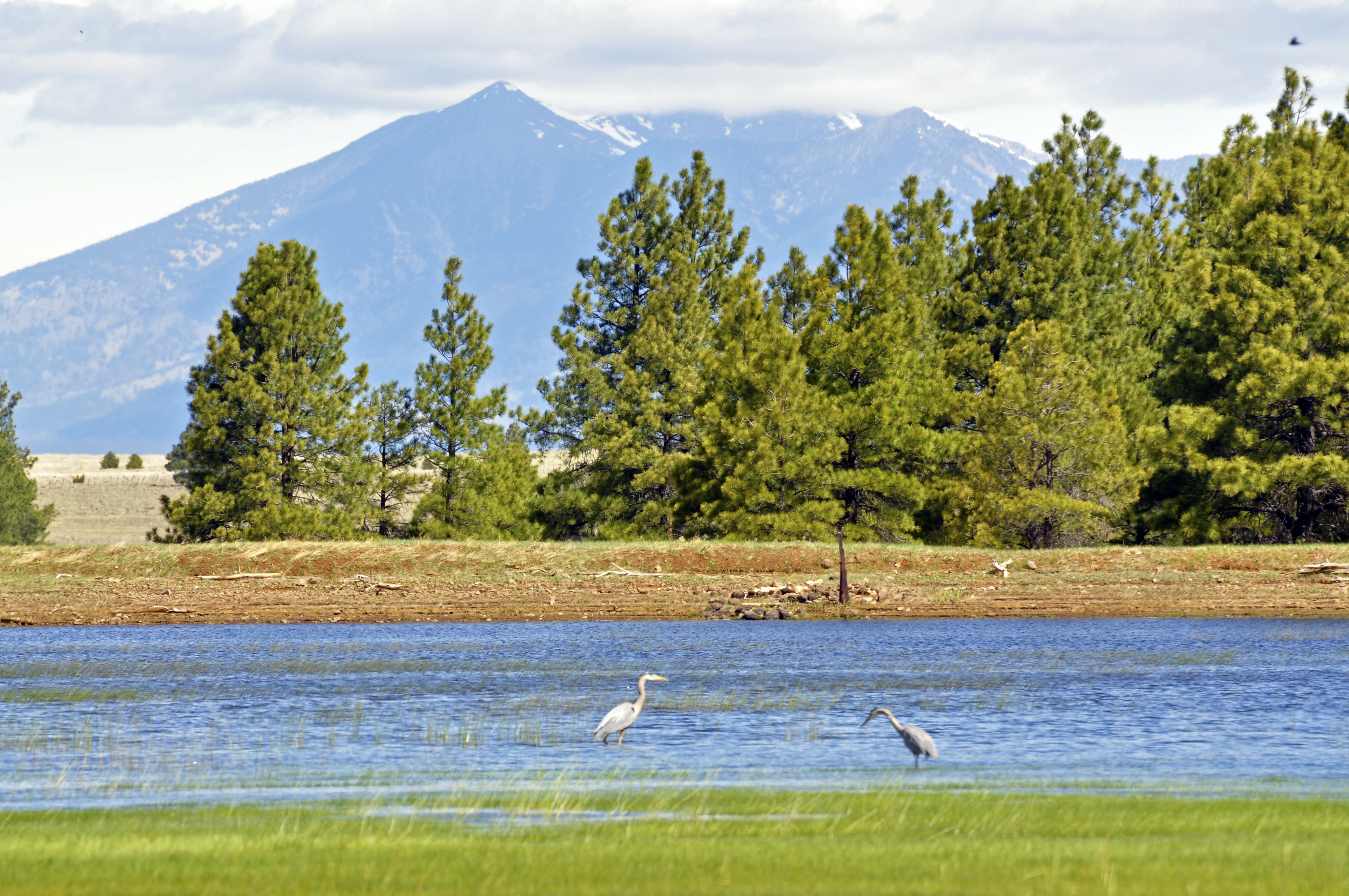
Bernats americans a Tonys Tank al Coconino National Forest. Les San Francisco Peaks al darrere

El Comtat de Coconino té una àrea de 18.498,8 quilòmetres quadrats designats federalment com a reserves índies. En ordre descendent d'àrea en el comtat, les reserves són la reserva índia navajo, la reserva índia hualapai, la Reserva Hopi, la reserva índia havasupai i la reserva índia kaibab. La reserva havasupai és l'única que està localitzada completament dins del comtat.

### Àrees nacionals protegides
- Apache-Sitgreaves National Forest (part)
- Coconino National Forest (part)
- Glen Canyon National Recreation Area (part)
- Grand Canyon National Park (part)
- Kaibab National Forest (part)
- Prescott National Forest (part)
- Sunset Crater Volcano National Monument
- Vermilion Cliffs National Monument
- Walnut Canyon National Monument
- Wupatki National Monument

### Autovies principals

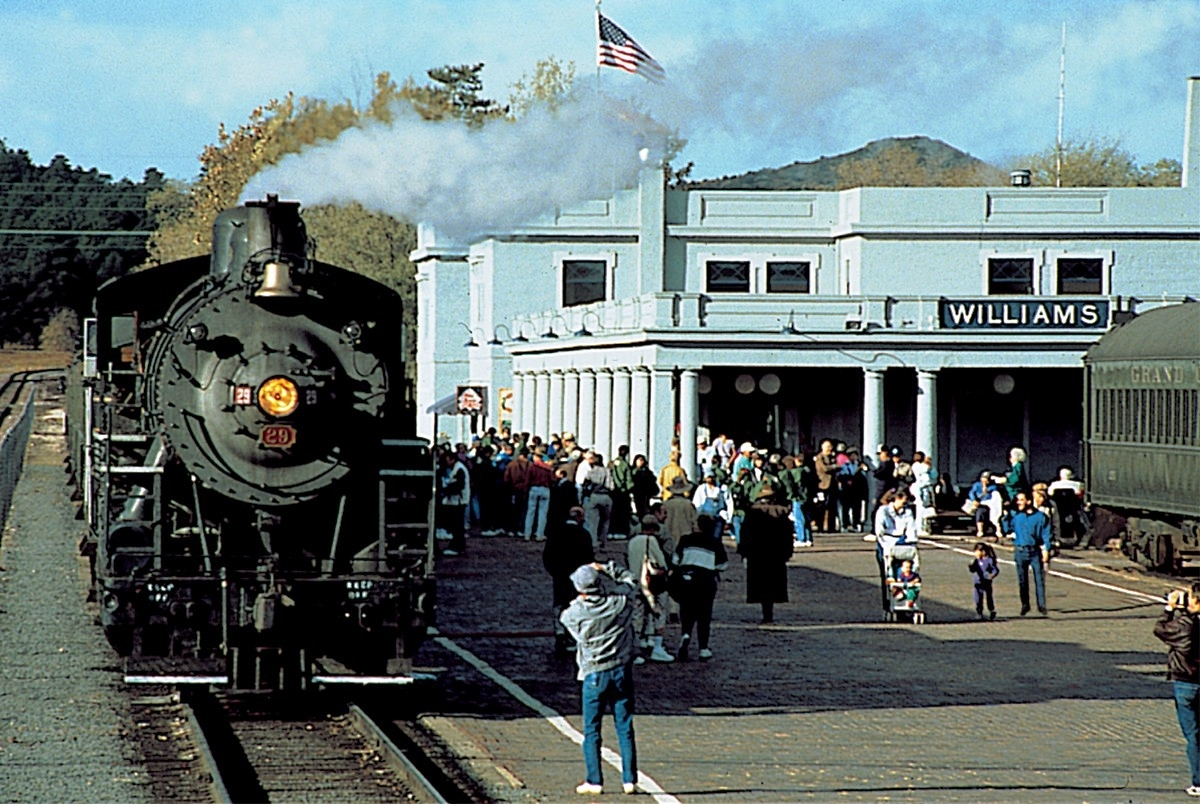
Trens de la Grand Canyon Railway a Williams Depot

- Interstate 17
- Interstate 40
- U.S. Route 66
- U.S. Route 89
- U.S. Route 160
- U.S. Route 180
- State Route 64
- State Route 87
- State Route 89
- State Route 98
- State Route 99
- State Route 260
- State Route 264

## Demografia

Piràmide de població del Comtat de Coconino (2000)

Segons el cens del 2000 hi havia 116.320 habitants, 40.448 llars i 26.938 famílies residint en el comtat. La densitat de població era d'unes 2 persones per quilòmetre quadrat. Hi havia 53.443 cases en una densitat d'una per quilòmetre quadrat. La composició racial del comtat era d'un 63,09% blancs, un 28,51% natius americans, un 1,04% negres o afroamericans, un 0,78% asiàtics, un 0,09% illencs pacífics, un 4,13% d'altres races i un 2,36% de dos o més races. Un 10,94% de la població eren hispànics o llatinoamericans de qualsevol raça.
Hi havia 40.448 llars de les quals un 34,90% tenien menors de 18 anys vivint-hi, un 49,70% eren parelles casades vivint juntes, un 12,20% tenien una dona com a cap de la llar sense cap marit present i un 33,40% no eren famílies. En un 22,10% de totes les llar hi vivia tan sols una persona i en un 4,50% hi vivia una persona sola major de 64 anys. La mida mitjana de llar era de 2,80 persones i la de família era de 3,36 persones.
Pel comtat la població es repartia en un 28,70% majors de 17 anys, un 14,40% de 18 a 24 anys, un 29,20% de 25 a 44 anys, un 20,70% de 45 a 64 anys i un 7,00% majors de 54 anys. L'edat mediana era de 30 anys. Per cada 100 dones hi havia 99,70 homes. Per cada 100 dones majors de 17 anys hi havia 97,20 homes.
L'ingrés econòmic anual de mediana en el comtat era de 38.256 $ i l'ingrés econòmic anual de mediana per família era de 45.873 $. Els homes tenien un ingrés econòmic anual de mediana de 32.226 $ mentre que les dones en tenien de 25.055 $. La renda per capita pel comtat era de 17.139 $. Un 13,10% de les famílies i un 18,20% de la població vivia per sota del llindar de la pobresa, incloent-hi dels quals un 22,30% menors de 18 anys i un 13,30% majors de 64 anys.

### Llengües parlades
Degut a la gran població de natius americans i hispans una gran varietat de llengües són parlades.

## Municipalitats

Mapa del comtat amb àrees incorporades i àrees no incorporades i fronteres de reserves índies

### Ciutats
- Flagstaff
- Page
- Sedona
- Williams

### Pobles
- Fredonia
- Tusayan

### Concentracions de població designades pel cens
| - Bitter Springs - Cameron - Doney Park - Grand Canyon Village - Kachina Village - Kaibab - Lechee - Moenkopi | - Mountainaire - Munds Park - Parks - Supai - Tonalea - Tuba City - Winslow West |

### Altres comunitats
- Bellemont
- Forest Lakes
- Gray Mountain
- Happy Jack
- Jacob Lake
- Marble Canyon
- North Rim
- Valle
- Winona